# Nuno Saraiva
Nuno Saraiva, (* 16. března 1994 v Marinha Grande, Portugalsko) je portugalský zápasník–judista.

## Sportovní kariéra
Judu se věnoval od útlého dětství pod vedením svého otce Antónia. Připravuje se v klubu Benfica Lisabon pod vedením Jorge Gonçalvese. V roce 2013 byl členem portugalské výpravy na olympijských hrách v Londýně jako sparringpartner Joãa Piny. Mezi seniory se objevuje od roku 2013 v lehké váze a postupně začal ohrožovat pozice reprezentační jedničky André Alvese. V roce 2016 svedl s Alvesem napínavou bitvu o evropskou kontinentální kvótu pro účast na olympijské hry v Riu, kterou nakonec rozhodlo pět bodů v jeho prospěch. Své první vystoupení na olympijských hrách však ukončil v úvodním kole potom co nehlídal sumi-gaeši Maďarka Miklóse Ungváriho na juko a navíc se v závěru nechal chytit do osae-komi.

### Vítězství
- 2015 - 1x světový pohár (Casablanca)

## Výsledky
| Olympijské hry     |    |     | —   |     |    |   | úč. |  |  |  |  |  |  |  |  |  |  |  |  |  |  |  |  |  |  |
| Mistrovství světa  | —  | —   |     | —   | —  | — |     |  |  |  |  |  |  |  |  |  |  |  |  |  |  |  |  |  |  |
| Evropské hry       |    |     |     |     |    | — |     |  |  |  |  |  |  |  |  |  |  |  |  |  |  |  |  |  |  |
| Mistrovství Evropy | —  | —   | —   | —   | —  | — | úč. |  |  |  |  |  |  |  |  |  |  |  |  |  |  |  |  |  |  |
| MS juniorů         | —  | úč. |     | úč. | 3. |   |     |  |  |  |  |  |  |  |  |  |  |  |  |  |  |  |  |  |  |
| ME juniorů         | —  | úč. | úč. | 3.  | 5. |   |     |  |  |  |  |  |  |  |  |  |  |  |  |  |  |  |  |  |  |
| ME dorostenců      | 3. |     |     |     |    |   |     |  |  |  |  |  |  |  |  |  |  |  |  |  |  |  |  |  |  |